# Khamaria
Khamaria é uma cidade e uma nagar panchayat in Sant Ravidas Nagar, no estado indiano de Uttar Pradesh.

## Demografia
Segundo o censo de 2001, Khamaria tinha uma população de 23,521 habitantes. Os indivíduos do sexo masculino constituem 53% da população e os do sexo feminino 47%. Khamaria tem uma taxa de literacia de 56%, inferior à média nacional de 59.5%: a literacia no sexo masculino é de 66% e no sexo feminino é de 45%. Em Khamaria, 16% da população está abaixo dos 6 anos de idade.